# Mizoginija
Mizoginíja (iz grščine starogrško μισός: mîsos - mržnja, sovraštvo + starogrško γυνή: gyné - ženska) je sovraštvo, odpor oz. nenaklonjenost do žensk ali njihovo zaničevanje. Lahko se kaže v številnih oblikah, kot so spolna diskriminacija, omalovaževanje žensk, nasilje v družini ter spolna objektifikacija.
Po besedah Allana G. Johnsona je mizoginija »kulturno pogojeno sovraštvo do žensk zaradi tega, ker so ženske«.
Mizoginija /.../ je osrednji del seksističnih predsodkov ter ideologije in je kot taka bistvena podlaga za zatiranje žensk v družbi, kateri vladajo moški. Mizoginija se kaže v številnih oblikah, od šal preko pornografije in nasilja do priučenega samozaničevanja lastnega telesa.
Sociolog Michael Flood je mizoginijo definiral kot sovraštvo do žensk in pri tem izpostavil naslednje stvari:
Čeprav je [mizoginija] najpogostejša pri moških, obstaja tudi pri odnosih med ženskami ali celo v odnosu ženske do same sebe. Mizoginija deluje kot ideologija ali sistem prepričanj, ki spremlja patriarhalne družbe že več tisoč let in še vedno postavlja ženske v podrejen položaj z omejeno oblastjo in pravico do odločanja. /.../ Aristotel je trdil, da so ženske po naravi deformirane oz. so nepopolni moški. /.../ Ženske so v zahodnih kulturah ponotranjile svojo vlogo grešnih kozlov, k čemur je v 21. stoletju pripomogla objektifikacija žensk s strani množičnih medijev, ki se kaže kot kulturno pogojeno samozaničevanje ter osredotočanje na plastično kirurgijo, anoreksijo in bulimijo.
Po nekaterih virih je mizoginija prisotna v nekaterih mitologijah in religijah, kot so grška mitologija (npr. mit o Pandorini skrinjici), islam (npr. četrta sura An-Nisa), krščanstvo (npr. izvirni greh Eve) in scientologija. Tudi nekateri vidni zahodni filozofi so bili označeni za mizogine, kot so René Descartes, Thomas Hobbes, John Locke, David Hume, Jean-Jacques Rousseau, G. W. F. Hegel, Arthur Schopenhauer, Friedrich Nietzsche in Otto Weininger.